# José María Delgado
José María Delgado (Salto, 10 de julio de 1884 - Montevideo, 5 de mayo de 1956) fue un médico, poeta, político y dirigente deportivo uruguayo, fue uno de los más importantes presidentes del Club Nacional de Football.

## Biografía
Nació el 10 de julio de 1886 en Salto, Uruguay. Tuvo tres hermanos llamados Asdrúbal, Julio y María del Carmen. Fue a la escuela en el Colegio Seminario en Montevideo y la secundaria en el Instituto Politecnico Osimani y Llerena en Salto. En 1900 volvió a Montevideo para estudiar medicina en la Universidad de la República y se recibió en diciembre de 1908.

## Actividad como escritor
Junto a César Miranda dirigió la revista Pegaso desde 1918. Su primer poemario se llamó "El Relicario" donde evocaba su infancia en Salto.
En 1919 publicó su primer libro de poemas titulado El relicario. Fue codirector de la revista literaria Pegaso entre 1918 y 1924. En 1923 obtuvo el primer premio en el concurso literario organizado con motivo de la inauguración del monumento al Prócer en la Plaza Independencia por Canto a Artigas. En 1939 escribió un ensayo sobre Horacio Quiroga. Ganó el Premio Nacional de Literatura en 1941 por su novela Juan María. En 1945 escribe una autobiografía novelada sobre su infancia en Salto llamada Doce años.

### Obras
- El relicario (poesía, 1919)
- Metal (Agencia General de Librería y Publicaciones, 1926)
- Por las tres Américas (Palacio del libro, 1928)
- Juan María (novela, C. García & cía, Primer Premio Nacional de Literatura 1941)
- Doce años (novela, Editorial Independencia, 1945)
- Las viñas de San Antonio (poesía, Organización Medina, 1952)
- Los grandes maestros: Francisco Soca (Impr. El Siglo ilustrado, 1952)

## Actividad como dirigente deportivo
Fue presidente del Club Nacional de Football electo en la asamblea extraordinaria del viernes 3 de marzo de 1911, asumió el cargo tres días después, con 26 años y nueve meses, desempeñándolo hasta 1921 luego de sucesivas elecciones. Participó del cisma de 1911 y en la reestructuración del fútbol uruguayo de 1931 que pasó a ser profesional en 1932. Luego fue vocal y vicepresidente, hasta que volvió a ser presidente entre 1929 y 1932. Compuso el himno de Nacional y presidió la gira por América del Norte de 1927.
|  | Período   | Cargo      | Predecesor   | Predecesor       |
|  | --------- | ---------- | ------------ | ---------------- |
|  | 1911-1921 | Presidente | Domingo Prat | Rodolfo Bermúdez |

## Palmarés

### Campeonatos nacionales (19)
| Título                  | Club     | País    | Año  |
| ----------------------- | -------- | ------- | ---- |
| Campeonato Uruguayo     | Nacional | Uruguay | 1912 |
| Copa Competencia        | Nacional | Uruguay | 1912 |
| Copa Competencia (2)    | Nacional | Uruguay | 1913 |
| Copa de Honor           | Nacional | Uruguay | 1913 |
| Copa Competencia (3)    | Nacional | Uruguay | 1914 |
| Copa de Honor (2)       | Nacional | Uruguay | 1914 |
| Campeonato Uruguayo (2) | Nacional | Uruguay | 1915 |
| Copa Competencia (4)    | Nacional | Uruguay | 1915 |
| Copa de Honor (3)       | Nacional | Uruguay | 1915 |
| Campeonato Uruguayo (3) | Nacional | Uruguay | 1916 |
| Copa de Honor (4)       | Nacional | Uruguay | 1916 |
| Campeonato Uruguayo (4) | Nacional | Uruguay | 1917 |
| Copa de Honor (5)       | Nacional | Uruguay | 1917 |
| Campeonato Uruguayo (5) | Nacional | Uruguay | 1919 |
| Copa Competencia (5)    | Nacional | Uruguay | 1919 |
| Campeonato Uruguayo (6) | Nacional | Uruguay | 1920 |
| Copa León Peyrou        | Nacional | Uruguay | 1920 |
| Copa Competencia (6)    | Nacional | Uruguay | 1921 |
| Copa León Peyrou (2)    | Nacional | Uruguay | 1921 |

## Actividad política
Fue elegido diputado por el Partido Nacional en dos ocasiones pero nunca asumió la banca.

## Reconocimientos
El escultor ítalo-uruguayo Juan Sebastián Moncalvi, presentó en el Salón Nacional de Escultura un busto de José María Delgado, con el que obtuvo el Premio de retrato.
En la actualidad, la tribuna principal del Parque Central, estadio de Nacional, lleva su nombre a modo de homenaje y reconocimiento por su eximia labor en el club.